# 212796 Guoyonghuai
212796 Guoyonghuai è un asteroide della fascia principale. Scoperto nel 2007, presenta un'orbita caratterizzata da un semiasse maggiore pari a 2,6827638 au e da un'eccentricità di 0,0194345, inclinata di 5,31461° rispetto all'eclittica.